# Fraser-Gletscher
Der Fraser-Gletscher ist ein 18,9 km langer rechter Tributärgletscher des Baldwin-Gletschers in der Eliaskette in Alaska (USA).
Der Fraser-Gletscher besitzt mehrere Quellgletscher. Der östlichste reicht bis zur Westflanke des Siris Peak und besitzt sein Nährgebiet auf einer Höhe von 3000 m. Der untere Abschnitt des Fraser-Gletschers misst knapp 10 Kilometer und ist 1,4 km breit. Der Fraser-Gletscher vereinigt sich schließlich auf einer Höhe von 1800 m mit dem Baldwin-Gletscher.